# Canton d'Avesnes-sur-Helpe
Le canton d'Avesnes-sur-Helpe est une circonscription électorale française du département du Nord créée par le décret du 17 février 2014. Il tient lieu de circonscription d'élection des conseillers départementaux et entre en vigueur lors des élections départementales de 2015.

## Histoire
Un nouveau découpage territorial du Nord (département) entre en vigueur à l'occasion des premières élections départementales suivant le décret du 17 février 2014. Les conseillers départementaux sont, à compter de ces élections, élus au scrutin majoritaire binominal mixte. Les électeurs de chaque canton élisent au Conseil départemental, nouvelle appellation du Conseil général, deux membres de sexe différent, qui se présentent en binôme de candidats. Les conseillers départementaux sont élus pour 6 ans au scrutin binominal majoritaire à deux tours, l'accès au second tour nécessitant 12,5 % des inscrits au 1er tour. En outre la totalité des conseillers départementaux est renouvelée. Ce nouveau mode de scrutin nécessite un redécoupage des cantons dont le nombre est divisé par deux avec arrondi à l'unité impaire supérieure si ce nombre n'est pas entier impair, assorti de conditions de seuils minimaux. Dans le Nord, le nombre de cantons passe ainsi de 79 à 41.
Le canton d'Avesnes-sur-Helpe est formé de communes des anciens cantons du Quesnoy-Ouest (4 communes), du Quesnoy-Est (14 communes), de Landrecies (10 communes), de Hautmont (5 communes), d'Avesnes-sur-Helpe-Nord (7 communes), d'Avesnes-sur-Helpe-Sud (10 communes) et des villes d'Avesnes-sur-Helpe et du Quesnoy. Il est entièrement inclus dans l'arrondissement de Avesnes-sur-Helpe. Le bureau centralisateur est situé à Avesnes-sur-Helpe.

## Représentation
| Période élective | Période élective | Mandat | Mandat   | Identité              | Nuance | Nuance | Qualité |
| ---------------- | ---------------- | ------ | -------- | --------------------- | ------ | ------ | --- |
| 2015             | 2021             | 2015   | 2021     | Marie-Annick Dezitter |        | LR     | Professeur Maire d'Avesnes-sur-Helpe (2014 → 2020) Vice-présidente du conseil départemental du Nord (2015 → 2021)            |
| 2015             | 2021             | 2015   | 2021     | Joël Wilmotte         |        | LR     | Chef d'entreprise Maire d'Hautmont (1989-2015) et depuis fin 2016 Ancien conseiller général du Canton d'Hautmont (1994-2015) |
| 2021             | 2028             | 2021   | en cours | Sébastien Seguin      |        | DVC    | Maire d'Avesnes-sur-Helpe (2020 → ) Vice-président du conseil départemental du Nord (2021 → )                                |
| 2021             | 2028             | 2021   | en cours | Aude Van Cauwenberge  |        | DVD    | Responsable approvisionnements Adjointe au maire d'Hautmont                                                                  |

### Résultats détaillés

#### Élections de juin 2021
Le premier tour des élections départementales de 2021 est marqué par un très faible taux de participation (33,26 % au niveau national). Dans le canton d'Avesnes-sur-Helpe, ce taux de participation est de 30,93 % (13 153 votants sur 42 530 inscrits) contre 30,39 % au niveau départemental. À l'issue de ce premier tour, deux binômes sont en ballottage : Sébastien Seguin et Aude Van Cauwenberge (DVD, 28,24 %) et Sandra Delannoy et Julien Franquet (RN, 27,86 %).
Le second tour des élections est marqué une nouvelle fois par une abstention massive équivalente au premier tour. Les taux de participation sont de 34,36 % au niveau national, 31,01 % dans le département et 32,32 % dans le canton d'Avesnes-sur-Helpe. Sébastien Seguin et Aude Van Cauwenberge (DVD) sont élus avec 65,23 % des suffrages exprimés (8 318 voix pour 13 756 votants et 42 563 inscrits),,.

### Élections départementales de 2015
| Candidats            | Candidats             | Partis      | Partis      | Premier tour | Premier tour | Second tour | Second tour |
| Candidats            | Candidats             | Partis      | Partis      | Voix         | %            | Voix        | %           |
| -------------------- | --------------------- | ----------- | ----------- | ------------ | ------------ | ----------- | ----------- |
| 1                    | Marie-Annick Dezitter |             | UMP         | 6 661        | 35,32        | 10 913      | 60,75       |
| 1                    | Joël Wilmotte*        |             | UMP         | 6 661        | 35,32        | 10 913      | 60,75       |
| 2                    | Olivier Beaujean      |             | FN          | 6 215        | 32,96        | 7 050       | 39,25       |
| 2                    | Sabrina Vernot        |             | FN          | 6 215        | 32,96        | 7 050       | 39,25       |
| 3                    | Jean-Jacques Anceau*  |             | DVG         | 3 343        | 17,73        |             |             |
| 3                    | Anne-Marie Royal      |             | DVG         | 3 343        | 17,73        |             |             |
| 4                    | Marie-José Burlion    |             | FG          | 1 914        | 10,15        |             |             |
| 4                    | Jérôme Colpin         |             | FG          | 1 914        | 10,15        |             |             |
| 5                    | Annick Amphoux        |             | DLF         | 725          | 3,84         |             |             |
| 5                    | Ludovic Lussiez       |             | DLF         | 725          | 3,84         |             |             |
|                      |                       |             |             |              |              |             |             |
| Inscrits             | Inscrits              | Inscrits    | Inscrits    | 43 191       | 100,00       | 43 190      | 100,00      |
| Abstentions          | Abstentions           | Abstentions | Abstentions | 23 488       | 54,38        | 23 400      | 54,18       |
| Votants              | Votants               | Votants     | Votants     | 19 703       | 45,62        | 19 790      | 45,82       |
| Blancs               | Blancs                | Blancs      | Blancs      | 640          | 1,48         | 1 250       | 2,89        |
| Nuls                 | Nuls                  | Nuls        | Nuls        | 205          | 0,47         | 577         | 1,34        |
| Exprimés             | Exprimés              | Exprimés    | Exprimés    | 18 858       | 43,66        | 17 963      | 41,59       |
| * conseiller sortant |                       |             |             |              |              |             |             |

À l'issue du 1er tour des élections départementales de 2015, deux binômes sont en ballottage : Marie-Annick Dezitter et Joël Wilmotte (Union de la Droite, 35,32 %) et Olivier Beaujean et Sabrina Vernot (FN, 32,96 %). Le taux de participation est de 45,62 % (19 703 votants sur 43 191 inscrits) contre 46,81 % au niveau départemental et 50,17 % au niveau national.
Au second tour, Marie-Annick Dezitter et Joël Wilmotte (Union de la Droite) sont élus avec 60,75 % des suffrages exprimés et un taux de participation de 45,82 % (10 913 voix pour 19 790 votants et 43 190 inscrits).

## Composition
Le canton d'Avesnes-sur-Helpe comprend cinquante-deux communes entières.
| Nom                                       | Code Insee | Intercommunalité          | Superficie (km2) | Population (dernière pop. légale) | Densité (hab./km2) | Modifier                                    |
| ----------------------------------------- | ---------- | ------------------------- | ---------------- | --------------------------------- | ------------------ | ------------------------------------------- |
| Avesnes-sur-Helpe (bureau centralisateur) | 59036      | CC du Cœur de l'Avesnois  | 2,31             | 4 088 (2022)                      | 1 770              | modifier les données · modifier les données |
| Beaudignies                               | 59057      | CC du Pays de Mormal      | 7,92             | 572 (2022)                        | 72                 | modifier les données · modifier les données |
| Beaufort                                  | 59058      | CA Maubeuge Val de Sambre | 12,76            | 1 008 (2022)                      | 79                 | modifier les données · modifier les données |
| Beaurepaire-sur-Sambre                    | 59061      | CC du Cœur de l'Avesnois  | 7,86             | 277 (2022)                        | 35                 | modifier les données · modifier les données |
| Boulogne-sur-Helpe                        | 59093      | CC du Cœur de l'Avesnois  | 8,70             | 294 (2022)                        | 34                 | modifier les données · modifier les données |
| Bousies                                   | 59099      | CC du Pays de Mormal      | 9,88             | 1 770 (2022)                      | 179                | modifier les données · modifier les données |
| Cartignies                                | 59134      | CC du Cœur de l'Avesnois  | 26,41            | 1 234 (2022)                      | 47                 | modifier les données · modifier les données |
| Croix-Caluyau                             | 59164      | CC du Pays de Mormal      | 4,01             | 237 (2022)                        | 59                 | modifier les données · modifier les données |
| Dompierre-sur-Helpe                       | 59177      | CC du Cœur de l'Avesnois  | 13,20            | 837 (2022)                        | 63                 | modifier les données · modifier les données |
| Dourlers                                  | 59181      | CC du Cœur de l'Avesnois  | 8,74             | 537 (2022)                        | 61                 | modifier les données · modifier les données |
| Éclaibes                                  | 59187      | CA Maubeuge Val de Sambre | 4,89             | 265 (2022)                        | 54                 | modifier les données · modifier les données |
| Englefontaine                             | 59194      | CC du Pays de Mormal      | 4,62             | 1 290 (2022)                      | 279                | modifier les données · modifier les données |
| Étrœungt                                  | 59218      | CC du Cœur de l'Avesnois  | 25,10            | 1 255 (2022)                      | 50                 | modifier les données · modifier les données |
| Le Favril                                 | 59223      | CC du Pays de Mormal      | 11,49            | 504 (2022)                        | 44                 | modifier les données · modifier les données |
| Floursies                                 | 59240      | CC du Cœur de l'Avesnois  | 4,65             | 127 (2022)                        | 27                 | modifier les données · modifier les données |
| Floyon                                    | 59241      | CC du Cœur de l'Avesnois  | 17,47            | 508 (2022)                        | 29                 | modifier les données · modifier les données |
| Fontaine-au-Bois                          | 59242      | CC du Pays de Mormal      | 7,68             | 691 (2022)                        | 90                 | modifier les données · modifier les données |
| Forest-en-Cambrésis                       | 59246      | CC du Pays de Mormal      | 8,87             | 558 (2022)                        | 63                 | modifier les données · modifier les données |
| Ghissignies                               | 59259      | CC du Pays de Mormal      | 4,52             | 501 (2022)                        | 111                | modifier les données · modifier les données |
| Grand-Fayt                                | 59270      | CC du Cœur de l'Avesnois  | 8,80             | 471 (2022)                        | 54                 | modifier les données · modifier les données |
| Haut-Lieu                                 | 59290      | CC du Cœur de l'Avesnois  | 9,00             | 374 (2022)                        | 42                 | modifier les données · modifier les données |
| Hautmont                                  | 59291      | CA Maubeuge Val de Sambre | 12,27            | 14 197 (2022)                     | 1 157              | modifier les données · modifier les données |
| Hecq                                      | 59296      | CC du Pays de Mormal      | 1,36             | 352 (2022)                        | 259                | modifier les données · modifier les données |
| Jolimetz                                  | 59325      | CC du Pays de Mormal      | 3,98             | 860 (2022)                        | 216                | modifier les données · modifier les données |
| Landrecies                                | 59331      | CC du Pays de Mormal      | 21,70            | 3 414 (2022)                      | 157                | modifier les données · modifier les données |
| Larouillies                               | 59333      | CC du Cœur de l'Avesnois  | 5,40             | 239 (2022)                        | 44                 | modifier les données · modifier les données |
| Limont-Fontaine                           | 59351      | CA Maubeuge Val de Sambre | 6,78             | 532 (2022)                        | 78                 | modifier les données · modifier les données |
| Locquignol                                | 59353      | CC du Pays de Mormal      | 97,55            | 297 (2022)                        | 3,0                | modifier les données · modifier les données |
| Louvignies-Quesnoy                        | 59363      | CC du Pays de Mormal      | 8,43             | 903 (2022)                        | 107                | modifier les données · modifier les données |
| Marbaix                                   | 59374      | CC du Cœur de l'Avesnois  | 6,62             | 468 (2022)                        | 71                 | modifier les données · modifier les données |
| Maresches                                 | 59381      | CC du Pays de Mormal      | 4,78             | 806 (2022)                        | 169                | modifier les données · modifier les données |
| Maroilles                                 | 59384      | CC du Pays de Mormal      | 22,13            | 1 445 (2022)                      | 65                 | modifier les données · modifier les données |
| Neuville-en-Avesnois                      | 59425      | CC du Pays de Mormal      | 3,17             | 303 (2022)                        | 96                 | modifier les données · modifier les données |
| Orsinval                                  | 59451      | CC du Pays de Mormal      | 3,34             | 560 (2022)                        | 168                | modifier les données · modifier les données |
| Petit-Fayt                                | 59461      | CC du Cœur de l'Avesnois  | 8,16             | 286 (2022)                        | 35                 | modifier les données · modifier les données |
| Poix-du-Nord                              | 59464      | CC du Pays de Mormal      | 8,67             | 2 156 (2022)                      | 249                | modifier les données · modifier les données |
| Potelle                                   | 59468      | CC du Pays de Mormal      | 4,04             | 440 (2022)                        | 109                | modifier les données · modifier les données |
| Preux-au-Bois                             | 59472      | CC du Pays de Mormal      | 3,99             | 839 (2022)                        | 210                | modifier les données · modifier les données |
| Prisches                                  | 59474      | CC du Cœur de l'Avesnois  | 23,11            | 1 046 (2022)                      | 45                 | modifier les données · modifier les données |
| Le Quesnoy                                | 59481      | CC du Pays de Mormal      | 14,23            | 4 859 (2022)                      | 341                | modifier les données · modifier les données |
| Raucourt-au-Bois                          | 59494      | CC du Pays de Mormal      | 1,04             | 152 (2022)                        | 146                | modifier les données · modifier les données |
| Robersart                                 | 59503      | CC du Pays de Mormal      | 2,33             | 208 (2022)                        | 89                 | modifier les données · modifier les données |
| Ruesnes                                   | 59518      | CC du Pays de Mormal      | 6,75             | 452 (2022)                        | 67                 | modifier les données · modifier les données |
| Saint-Aubin                               | 59529      | CC du Cœur de l'Avesnois  | 10,12            | 338 (2022)                        | 33                 | modifier les données · modifier les données |
| Saint-Hilaire-sur-Helpe                   | 59534      | CC du Cœur de l'Avesnois  | 15,41            | 767 (2022)                        | 50                 | modifier les données · modifier les données |
| Saint-Remy-du-Nord                        | 59543      | CA Maubeuge Val de Sambre | 5,91             | 1 057 (2022)                      | 179                | modifier les données · modifier les données |
| Salesches                                 | 59549      | CC du Pays de Mormal      | 4,58             | 328 (2022)                        | 72                 | modifier les données · modifier les données |
| Semousies                                 | 59563      | CC du Cœur de l'Avesnois  | 3,08             | 229 (2022)                        | 74                 | modifier les données · modifier les données |
| Sepmeries                                 | 59565      | CC du Pays de Mormal      | 5,99             | 645 (2022)                        | 108                | modifier les données · modifier les données |
| Taisnières-en-Thiérache                   | 59583      | CC du Cœur de l'Avesnois  | 8,50             | 476 (2022)                        | 56                 | modifier les données · modifier les données |
| Vendegies-au-Bois                         | 59607      | CC du Pays de Mormal      | 9,98             | 479 (2022)                        | 48                 | modifier les données · modifier les données |
| Villers-Pol                               | 59626      | CC du Pays de Mormal      | 12,17            | 1 230 (2022)                      | 101                | modifier les données · modifier les données |
| Canton d'Avesnes-sur-Helpe                | 5907       |                           | 554,45           | 57 761 (2022)                     | 104                | modifier les données                        |

## Démographie
En 2022, le canton comptait 57 761 habitants, en évolution de −3,03 % par rapport à 2016 (Nord : +0,51 %, France hors Mayotte : +2,11 %).
| 2013   | 2018   | 2022   |
| ------ | ------ | ------ |
| 59 349 | 59 089 | 57 761 |